# Ljungaviken
Ljungaviken – miejscowość (tätort) w Szwecji, w regionie administracyjnym (län) Blekinge, w gminie Sölvesborg.
Według danych Szwedzkiego Urzędu Statystycznego liczba ludności wyniosła: 303 (31 grudnia 2018) i 339 (31 grudnia 2019).